# George Marshall
George Catlett Marshall, Jr. (Uniontown, Pennsylvania, 31. prosinca 1880. – Washington, DC, 16. listopada 1959.) je bio američki general i političar koji je služio kao vrhovni zapovjednik američke vojske, Državni tajnik, te Ministar obrane Sjedinjenih Američkih Država. Dobivši naziv "organizator pobjede" od Winstona Churchilla zbog svog vodstva savezničkih pobjeda u Drugom svjetskom ratu, Marshall je postao vrhovni general američke vojske i osobni savjetnik predsjednika Franklina Delana Roosvelta. Kao Državni tajnik pomogao je u stvaranju američkog plana za poslijeratnu obnovu Europe, danas poznatog kao Marshallov plan. Zbog tog plana, George Marshall je 1953. dobio Nobelovu nagradu za mir.